# 1000-km-Rennen von Caracas 1957

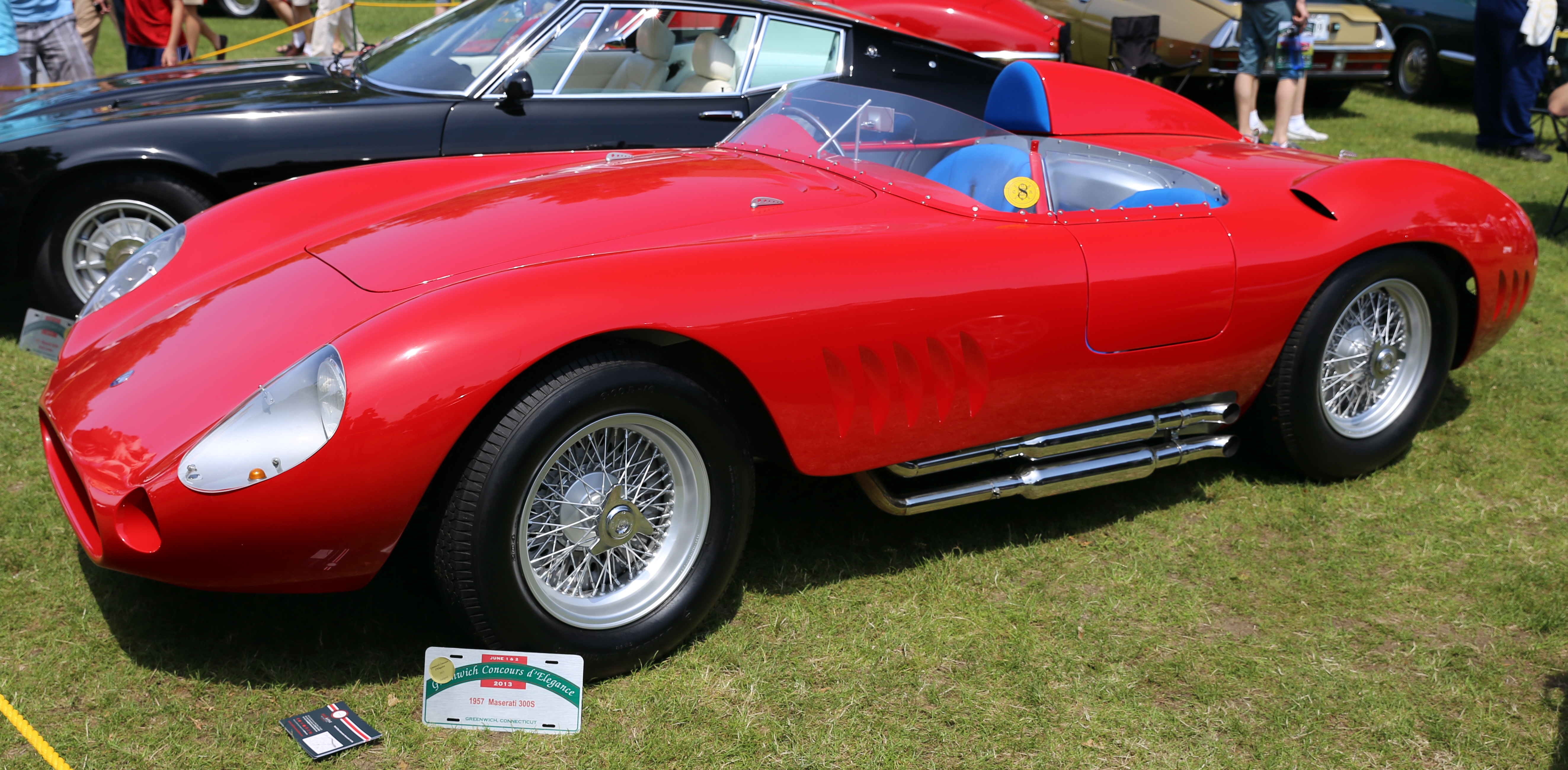
Maserati 300S

Das 1000-km-Rennen von Caracas 1957, auch Venezuelan Grand Prix, 1000 km Caracas, fand am 3. November statt und war der siebte und letzte Wertungslauf der Sportwagen-Weltmeisterschaft dieses Jahres.

## Vor dem Rennen
Das 1000-km-Rennen von Caracas kam erst im Spätsommer 1957 in den Rennkalender der Sportwagen-Weltmeisterschaft. Nachdem die RAC Tourist Trophy abgesagt wurde, entschlossen sich die Verantwortlichen der Fédération Internationale de l’Automobile, das Langstreckenrennen in der venezolanischen Hauptstadt Caracas als Weltmeisterschaftslauf zu werten. Die Saison war geprägt vom Zweikampf der Werksmannschaften von Ferrari und Maserati, sowie der Privatteams, die Fahrzeuge der beiden Marken einsetzten, da es in der Weltmeisterschaft der Marken unerheblich war, von welchen Team die Wagen der jeweiligen Hersteller gemeldet wurden.
Das erste Rennen der Saison, das 1000-km-Rennen von Buenos Aires, endete mit dem Sieg des von US-amerikanischen Scuderia Temple Buell gemeldeten Ferrari 290MM, der von Masten Gregory, Eugenio Castellotti und Luigi Musso gefahren wurde. Beim folgenden 12-Stunden-Rennen von Sebring feierte Maserati mit den Mannschaften Juan Manuel Fangio/Jean Behra und Stirling Moss/Harry Schell einen Doppelsieg.
Nach dem Erfolg von Piero Taruffi bei der Mille Miglia gab es zwei Gesamtsiege von britischen Teams; Tony Brooks und Noël Cunningham-Reid triumphierten auf einem Aston Martin DBR1/300 beim 1000-km-Rennen am Nürburgring, und der Ecurie-Ecosse-Jaguar D-Type von Ivor Bueb und Ron Flockhart überquerte als Erster die Ziellinie beim 24-Stunden-Rennen von Le Mans.
Nach dem zweiten Saisonsieg von Maserati beim 1000-km-Rennen von Kristianstad musste die Entscheidung in der Weltmeisterschaft beim letzten Rennen in Caracas fallen, wohin Ferrari (28 Punkte) mit einem Vorsprung von drei Punkten auf Maserati (25 Punkte) kam.

## Das Rennen
Das 1000-km-Rennen von Caracas wurde zum dritten Mal ausgetragen und führte über knapp neun Kilometer öffentliche Straßen; darunter Teile der Stadtautobahn, eine Unterführung und Schikanen auf den langen Geraden, um die hohen Geschwindigkeiten der Sportwagen minimieren zu können. Der Kurs entsprach nicht annähernd dem an sich schon mangelhaftem Sicherheitskonzepten der 1950er-Jahre. Dazu der US-amerikanische Ferrari-Werkspilot Phil Hill: „Der ganze Kurs war eine Lachnummer; wie ein surrealistischer Alptraum. Er hatte keinerlei Markierungen, abgesehen davon, dass die Leute am Straßenrand standen und in viele Richtungen zeigten.“.
Vor dem Rennen verblüffte Maserati-Rennleiter Nello Ugolini seine Fahrer mit einer eigentümlichen Botschaft. Der Werksleitung in Modena habe die Werkswagen bereits verkauft, und die Rennwagen durften in keiner Weise beschädigt werden. Prompt wurden alle Maserati, die im Training deutlich schneller waren als die Ferrari, durch Unfälle teilweise komplett zerstört. Stirling Moss im 450S prallte beim Versuch, einem langsamen Fahrzeug ausweichen, in eine Mauer und beschädigte den Rennwagen erheblich. Beim zweiten 450S, der von Harry Schell gefahren wurde, platzte ausgerechnet beim Überholen des Teamkollegen Joakim Bonnier, der einen 300S pilotierte, ein Reifen; die Wagen kollidierten, wobei der Schell-Wagen Feuer fing und vollständig ausbrannte.
Nachdem Masten Gregory im privat gemeldeten 450S schon in der ersten Runde nach einem Unfall in der Unterführung ausgefallen war, hatte Maserati keine Chance mehr auf den Weltmeistertitel. Ferrari feierte einen ungefährdeten Vierfachsieg und gewann den Titel.
Für Maserati war der Einsatz in Caracas einer der letzten Einsätze als Werksteam bei einer internationalen Motorsportveranstaltung. Der Verlust der drei Werkswagen, die trotz bestehender Verträge nachvollziehbar nicht mehr verkauft werden konnten, erhöhte den Jahresverlust auf 455 Millionen Lire und stürzte die italienische Marke in eine große Krise.

## Ergebnisse

### Schlussklassement
| 1                  | S + 2.0 | 14 | Equipo Ferrari               | Peter Collins Phil Hill                                    | Ferrari 335 Sport  | 101 |
| 2                  | S + 2.0 | 12 | Equipo Ferrari               | Mike Hawthorn Luigi Musso                                  | Ferrari 335 Sport  | 100 |
| 3                  | S + 2.0 | 16 | Equipo Ferrari               | Wolfgang Graf Berghe von Trips Wolfgang Seidel             | Ferrari 250TR      | 97  |
| 4                  | S + 2.0 | 18 | Equipo Ferrari               | Maurice Trintignant Olivier Gendebien                      | Ferrari 250TR/58   | 97  |
| 5                  | S 2.0   | 66 | Equipo Porsche               | Fritz Huschke von Hanstein Edgar Barth                     | Porsche 718 RSK    | 91  |
| 6                  | S + 2.0 | 30 | Escuderia Madunina Venezuela | Mauricio Marcotulli Ettore Chimeri                         | Maserati 300S      | 91  |
| 7                  | S 1.5   | 68 | Ed Crawford                  | Ed Crawford Ed Hugus                                       | Porsche 550 RS     | 90  |
| 8                  | S 2.0   | 38 | Escuderia Madunina Venezuela | Julio Pola Piero Drogo                                     | Ferrari 500TR      | 90  |
| 9                  | S 2.0   | 60 | Escuderia Cuba               | Julio Batista Falla Jan de Vroom                           | Ferrari 500TRC     | 88  |
| 10                 | S 1.5   | 65 |                              | Art Bunker Carel Godin de Beaufort                         | Porsche 550 RS     | 88  |
| 11                 | S 1.5   | 76 | Equipo Montecarlo            | Umberto Masetti André Testut                               | Osca MT4           | 86  |
| 12                 | S + 2.0 | 22 | Equipo Corvette              | Dick Thompson Dick Doane                                   | Chevrolet Corvette | 85  |
| 13                 | S 1.5   | 70 | Denise McCluggage            | Denise McCluggage Ruth Levy                                | Porsche 550 RS     | 85  |
| 14                 | S + 2.0 | 40 | Escuderia Madunina Venezuela | C. Martinez Ramón Lopez                                    | Ferrari 500TR      | 79  |
| 15                 | S 1.5   | 64 | Equipo Cuba                  | Santiago Gonzalez Manuel Garcia                            | Porsche 550 RS     | 78  |
| 16                 | S 2.0   | 74 |                              | Augusto Gutierrez Deblin                                   | AC Ace             | 77  |
| 17                 | S 2.0   | 50 | Equipo Colombia              | Antonio Izquierdo Juan Uribe                               | AC Ace             | 76  |
| 18                 | S 2.0   | 31 |                              | Joao Rozende Dos Santos Francisco Borjes                   | Aston Martin DB3S  | 76  |
| 19                 | S 2.0   | 52 | Equipo C.A.D.V.              | Sergio Gonzalez Alberto Gutierrez                          | Maserati 200S      | 75  |
| 20                 | S 2.0   | 32 | Equipo C.A.D.V.              | Lino Fayen Jacques Oliver                                  | Trans-Oliver       | 74  |
| 21                 | S 2.0   | 58 | Equipo C.A.D.V.              | Renny Ottolina Fredy Brandt                                | AC Ace             | 72  |
| Ausgefallen        |         |    |                              |                                                            |                    |     |
| 22                 | S + 2.0 | 2  | Equipo Maserati              | Jean Behra Harry Schell Stirling Moss                      | Maserati 450S      | 55  |
| 23                 | S + 2.0 | 24 | Equipo Corvette              | John Kilborn Tom Pistone                                   | Chevrolet Corvette | 55  |
| 24                 | S + 2.0 | 6  | Equipo Maserati              | Joakim Bonnier Giorgio Scarlatti                           | Maserati 300S      | 54  |
| 25                 | S 2.0   | 46 | Escuderia Madunina Venezuela | Silvano Turco Ugo Tosa                                     | Maserati A6G       | 34  |
| 26                 | S + 2.0 | 4  | Equipo Maserati              | Stirling Moss Tony Brooks                                  | Maserati 450S      | 32  |
| 27                 | S + 2.0 | 26 | Equipo Corvette              | Jim Jeffords Fred Windridge                                | Chevrolet Corvette | 31  |
| 28                 | S 2.0   | 54 | Equipo A.C. Bristol          | Joseph Dressel Frank Pohanka                               | AC Ace             | 25  |
| 29                 | S 1.5   | 78 | Escuderia Madunina Venezuela | Luis Ojanguren Peter Monteverdi                            | Lotus Eleven       | 23  |
| 30                 | S 2.0   | 56 | Equipo C.A.D.V.              | J. L. Droullers Juan Fernandez                             | AC Ace             | 18  |
| 31                 | S 2.0   | 62 | Escuderia O.S.C.A.           | Alejandro de Tomaso Isabelle Haskell                       | Osca MT4           | 16  |
| 32                 | S + 2.0 | 10 | Equipo Buell                 | Masten Gregory Dale Duncan                                 | Maserati 450S      | 1   |
| Nicht gestartet    |         |    |                              |                                                            |                    |     |
| 33                 | S + 2.0 | 8  | Equipo Maserati              | Augusto Gutierrez Paco Godia Giorgio Scarlatti Tony Brooks | Maserati 350S      | 1   |
| 34                 | S + 2.0 | 28 | Escuderia Madunina Venezuela | Guido Lollobrigita E. Soriani                              | Ferrari            | 2   |
| 35                 | S 2.0   | 34 | Escuderia Madunina Venezuela | Azzurro Manzini                                            | Maserati A6G       | 3   |
| Nicht qualifiziert |         |    |                              |                                                            |                    |     |
| 36                 | S 2.0   | 44 | Escuderia Madunina Venezuela | R. J. Dominguez C. Martinez                                | Ferrari            | 4   |
| 37                 | S 2.0   | 48 | Equipo C.A.D.V.              | Oscar Oropeza Marcelo Hernandez                            | AC Ace             | 5   |

1 Getriebeschaden im Training
2 nicht gestartet
3 nicht gestartet
4 nicht qualifiziert
5 nicht qualifiziert

### Nur in der Meldeliste
Hier finden sich Teams, Fahrer und Fahrzeuge, die ursprünglich für das Rennen gemeldet waren, aber aus den unterschiedlichsten Gründen daran nicht teilnahmen.
| Pos. | Klasse  | Nr. | Team                         | Fahrer                           | Chassis            |
| ---- | ------- | --- | ---------------------------- | -------------------------------- | ------------------ |
| 38   | S + 2.0 | 20  | Equipo Corvette              | Troy Ruttman Johnnie Parsons     | Chevrolet Corvette |
| 39   | S 2.0   | 36  | Escuderia Madunina Venezuela | M. de Peppo C. Barbato           | Ferrari            |
| 40   | S 1.5   | 72  | Lucille Davis                | Lucille Davis Carrol             | Porsche 550 RS     |
| 41   | S 1.5   | 74  | Escuderia O.S.C.A.           | Carlo Tomasi Alejandro de Tomaso | Osca MT4           |

### Klassensieger
| Klasse  | Fahrer                     | Fahrer      | Fahrzeug          | Platzierung im Gesamtklassement |
| ------- | -------------------------- | ----------- | ----------------- | ------------------------------- |
| S + 2.0 | Peter Collins              | Phil Hill   | Ferrari 335 Sport | Gesamtsieg                      |
| S 2.0   | Fritz Huschke von Hanstein | Edgar Barth | Porsche 718 RSK   | Rang 5                          |
| S 1.5   | Ed Crawford                | Ed Hugus    | Porsche 550 RS    | Rang 7                          |

### Renndaten
- Gemeldet: 41
- Gestartet: 32
- Gewertet: 21
- Rennklassen: 3
- Zuschauer: unbekannt
- Wetter am Renntag: heiß und trocken
- Streckenlänge: 9,930 km
- Fahrzeit des Siegerteams: 6:31:55,800 Stunden
- Gesamtrunden des Siegerteams: 101
- Gesamtdistanz des Siegerteams: 1002,930 km
- Siegerschnitt: 153,537 km/h
- Pole Position: Stirling Moss – Maserati 450S (# 2) – 3:41,100 = 161,682 km/h
- Schnellste Rennrunde: Stirling Moss – Maserati 450S (#2) – 3:38,499 = 163,681 km/h
- Rennserie: 6. Lauf zur Sportwagen-Weltmeisterschaft 1957